# Vattenkrokmossa
Vattenkrokmossa (Warnstorfia fluitans) är en bladmossart som beskrevs av Leopold Loeske 1907. Vattenkrokmossa ingår i släktet fattigkrokmossor, och familjen Amblystegiaceae. Arten är reproducerande i Sverige. Inga underarter finns listade i Catalogue of Life.
I april 2018 rapporterades att forskare vid Stockholms universitet har konstaterat att vattenkrokmossa effektivt tar upp arsenik och därför skulle kunna användas för rening av arsenikhaltigt vatten.

## Bildgalleri

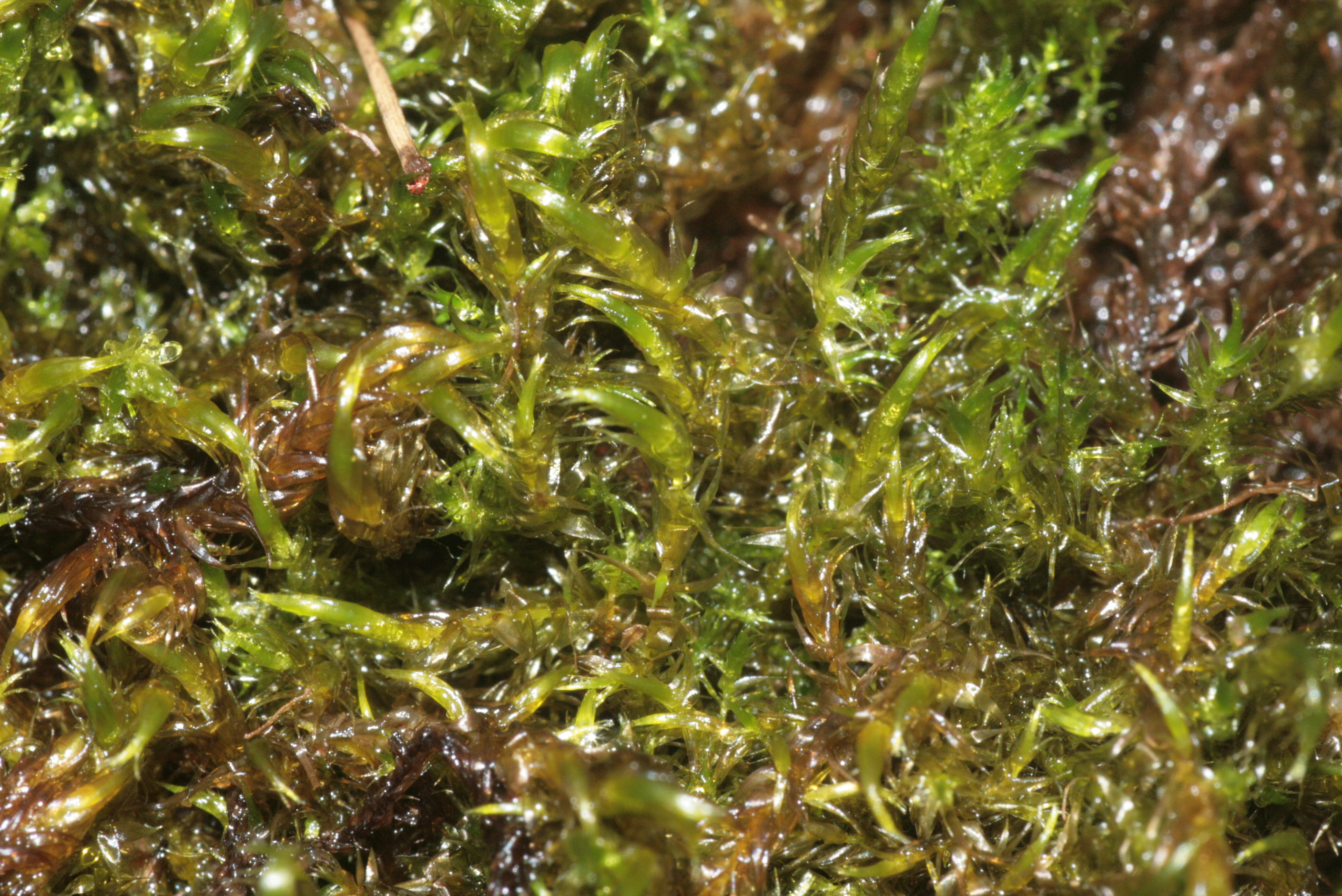
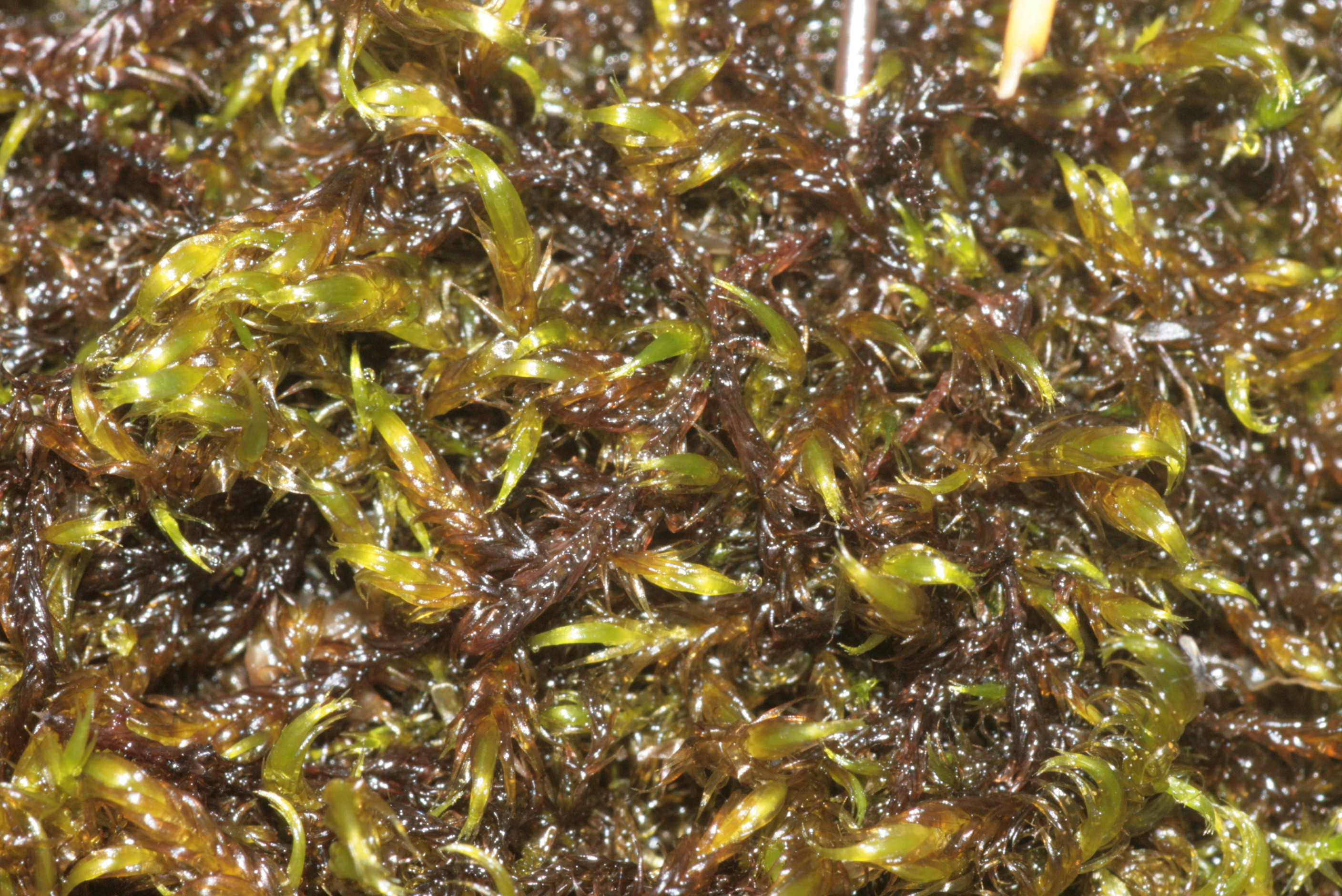
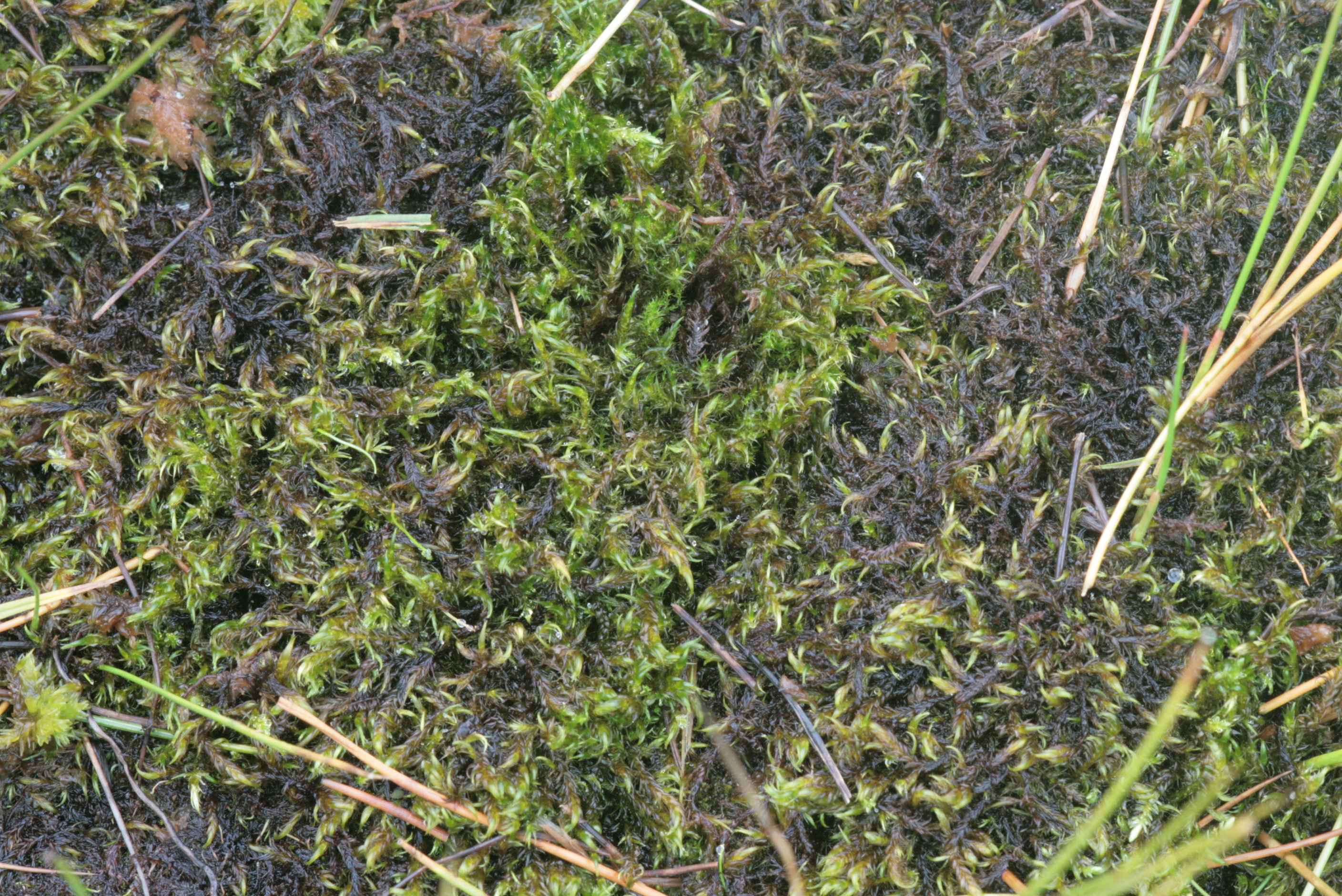
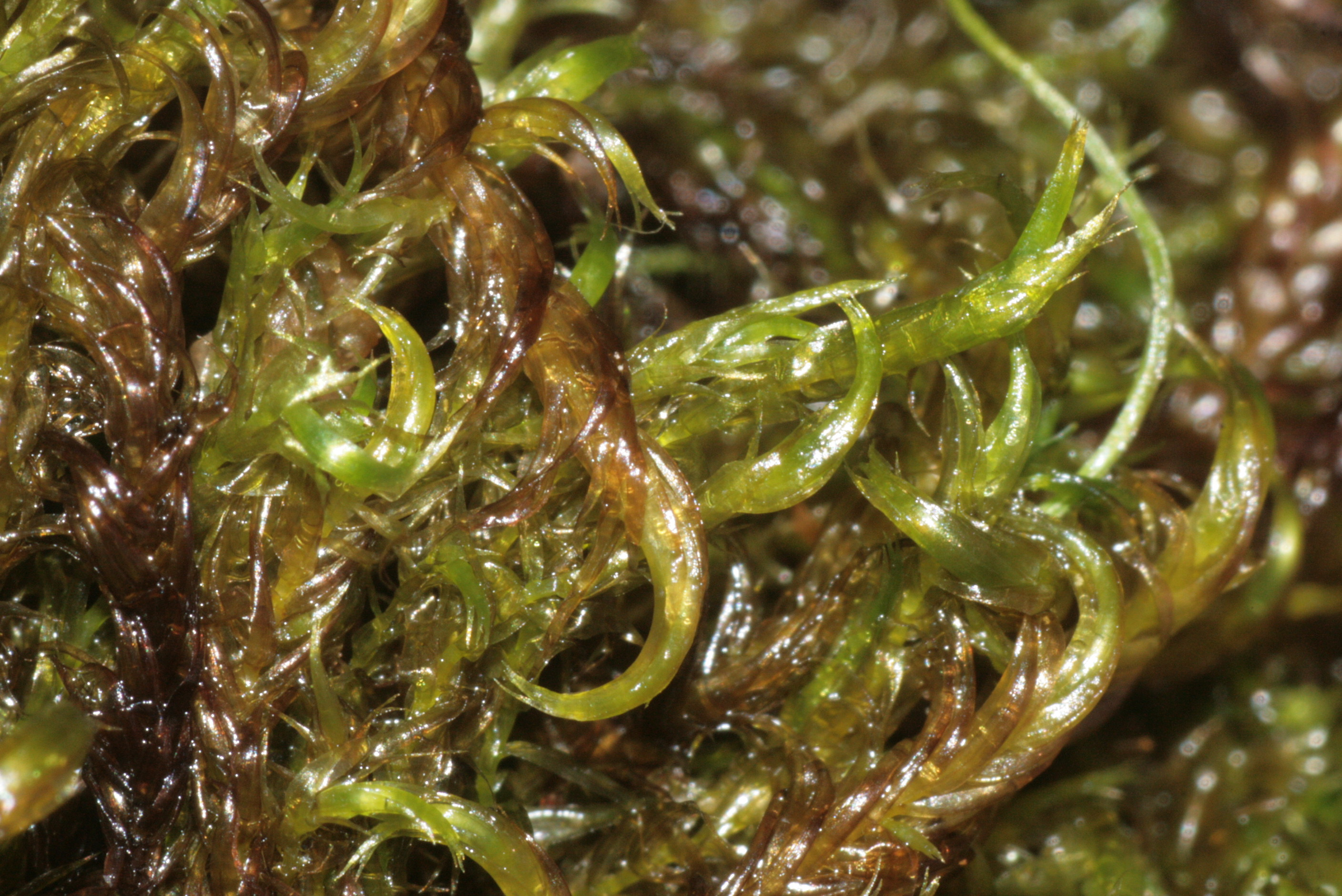
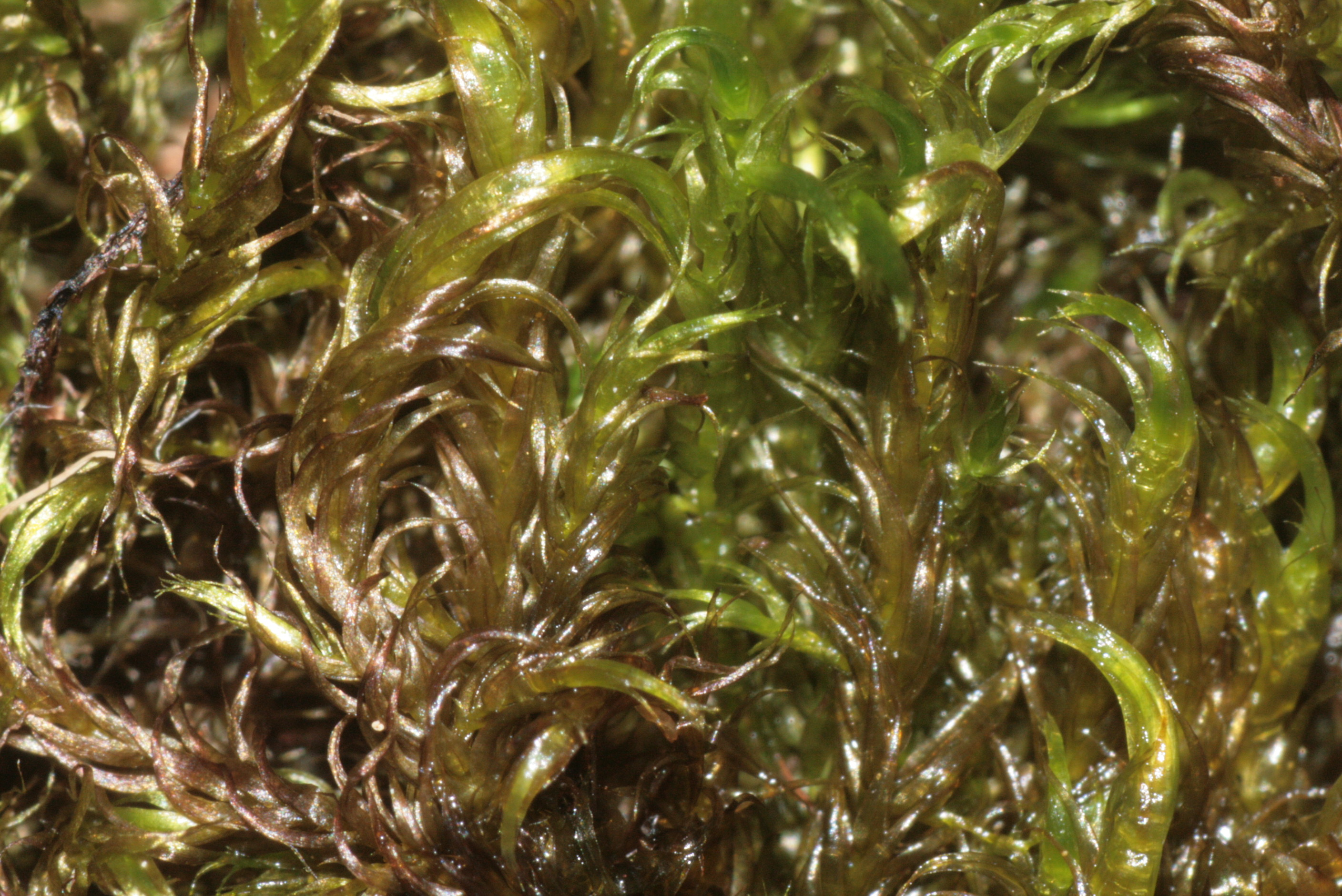
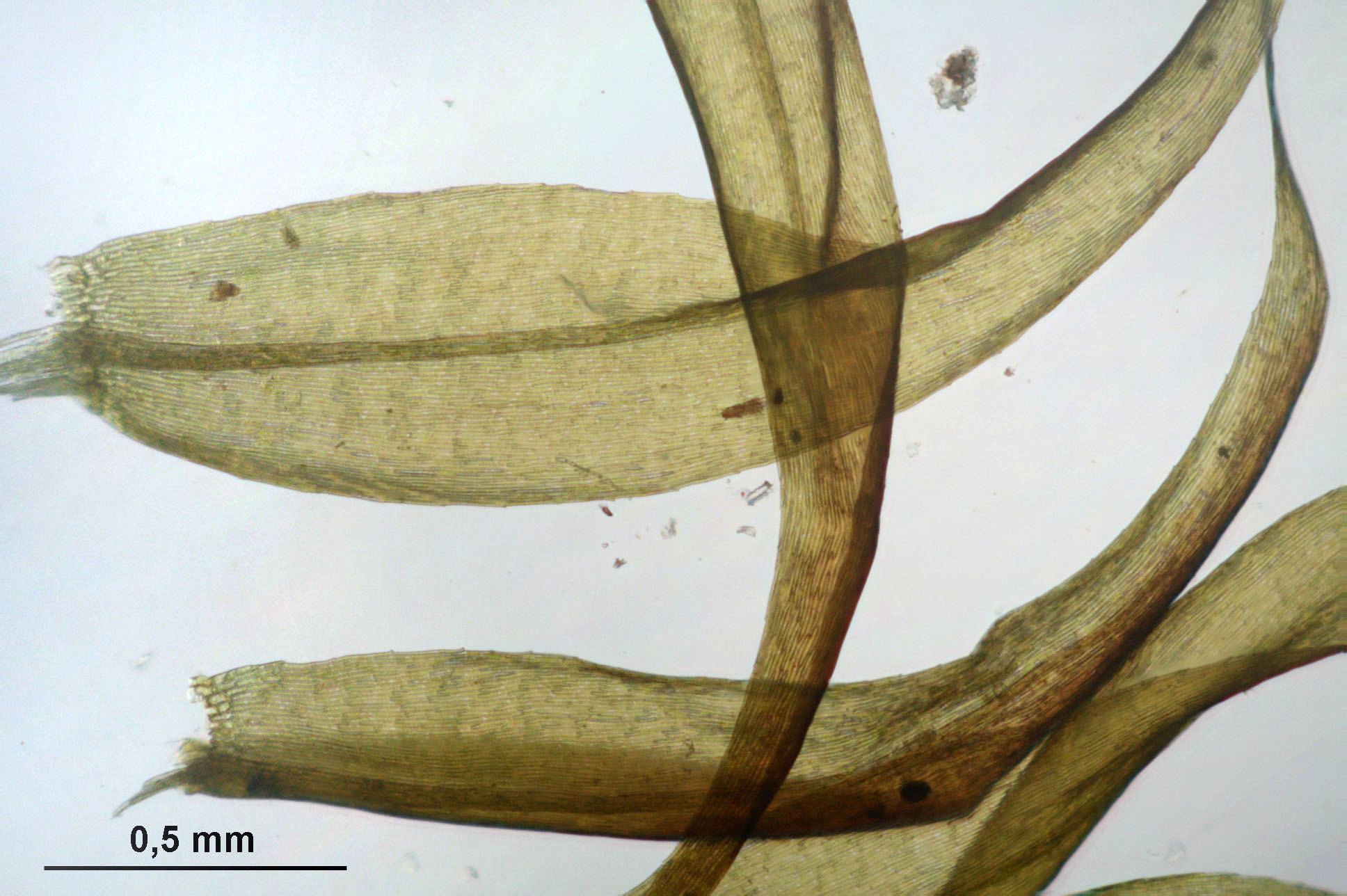